# 明治飼糧
明治飼糧株式会社（めいじしりょう）は、明治グループの飼料メーカー。ウシ用の飼料を専門に取り扱う。

## 製品
乳牛・肉牛向けの配合飼料・粗飼料、哺育牛向けの代用乳の製造を行う。2011年度の生産量は配合飼料52万トン、粗飼料16万トン。配合飼料の原料として、醤油粕を原料としたもろみペレットを利用する取り組みも行っている。このほか、酪農家向け繁殖管理ソフトウェア「まきばの彼女.net」の開発・販売を行う。

## 沿革
- 1951年11月15日 - 会社設立
- 1963年8月 - 加古川工場を新設。
- 1968年10月 - 宮城県栗原郡瀬峰町（現・栗原市）に瀬峰工場を新設。
- 1990年10月 - 鹿島工場を建設。
- 1997年10月 - 栃木県那須郡南那須町（現・那須烏山市）に試験研究牧場を設立。
- 1998年6月 - 明治乳業から受精卵移植研究所を譲受。
- 2004年10月 - 受精卵移植研究所、試験研究牧場を統合し、水戸研究牧場を設立。
- 2009年9月 - 瀬峰工場を閉鎖し、仙台飼料株式会社に生産移管。
- 2011年2月 - 本社を東京都墨田区緑から千代田区神田須田町に移転。
- 2017年2月 - 本社を千代田区神田須田町から明治東陽町ビルへ移転。

## 事業所
- 鹿島工場 - 〒314-0103 茨城県神栖市大字東深芝2-12
- 加古川工場 - 〒675-0104 兵庫県加古川市平岡町土山192-2
- 酪農サポートセンター - 〒089-0554 北海道中川郡幕別町札内みずほ町160-67
- 水戸研究所 - 〒311-3123 茨城県東茨城郡茨城町若宮870